# Boone megye (Nyugat-Virginia)
Boone megye az Amerikai Egyesült Államokban, azon belül Nyugat-Virginia államban található. Megyeszékhelye és legnagyobb városa Madison. Lakosainak száma 21 809 fő (2020. április 1.). Boone megye Kanawha, Lincoln, Raleigh, Wyoming és Logan megyékkel határos.

## Népesség
A megye népességének változása:
| Lakosok száma | 24 615 | 24 488 | 24 492 | 24 224 | 23 372 | 21 809 |
|               | 2010   | 2011   | 2012   | 2013   | 2015   | 2020   |